# Lerista allochira
Lerista allochira este o specie de șopârle din genul Lerista, familia Scincidae, descrisă de Kendrick 1989. A fost clasificată de IUCN ca specie cu risc scăzut. Conform Catalogue of Life specia Lerista allochira nu are subspecii cunoscute.